# 2032 Етель
2032 Ете́ль (2032 Ethel) — астероїд головного поясу, відкритий 30 липня 1970 року.
Тіссеранів параметр щодо Юпітера — 3,218.